# Microtus arvalis orcadensis
Microtus arvalis orcadensis (Orkney vole) is een ondersoort of populatie van de veldmuis (Microtus arvalis) die alleen wordt aangetroffen op de Orkneyeilanden ten noorden van Schotland (Verenigd Koninkrijk).
Deze ondersoort is groter dan de veldmuizen uit de populaties op het vasteland van Europa en Azië. Opvallend is dat deze muis verder op de Britse Eilanden niet voorkomt; daarom wordt voorondersteld dat deze veldmuis op de Orkneyeilanden door de mens is geïntroduceerd. De oudste datering van fossiele resten is 5100 jaar geleden. Uit DNA-onderzoek blijkt dat deze populatie het meest verwant is met populaties uit het kustgebied van België. Mogelijk houden de prehistorische zeevaarders die de muis daarheen brachten, verband met de neolithische cultuur op Orkney.